# Marvin il Marziano
Marvin il Marziano è un personaggio dei cartoni Looney Tunes e Merrie Melodies.

## Il personaggio
Il direttore dell'animazione Chuck Jones notò che il maggior nemico di Bugs Bunny, Yosemite Sam, era forte e violento senza però riuscire mai a combinare granché. Quindi, decise di creare un personaggio opposto: qualcuno che fosse quieto e dal parlare morbido, ma le cui azioni fossero incredibilmente distruttive e pericolose. Marvin il Marziano debuttò nel cortometraggio del 1948 Diavolo di una lepre (Haredevil Hare). Nella sua prima apparizione Mel Blanc gli diede una voce soffocata, solo successivamente il marziano adottò una voce diversa, con accento britannico.
Marvin proviene dal pianeta Marte, ma si trova spesso altrove. Spesso è accompagnato dal suo cane, "K-9", e a volte da altre creature (una volta, la prima in "Hareway to the Stars", con marziani liofilizzati simili a grossi uccelli verdi che diventavano della dimensione giusta aggiungendo una goccia d'acqua).
Marvin è una parodia del soldato romano in uniforme, con scarpe da basket. La sua testa è una sfera nera con occhi. Pur potendo parlare, è privo di bocca.
Marvin ha cercato innumerevoli volte di distruggere la Terra (ostruisce la vista di Venere) con il suo "modulatore spaziale esplosivo  uranio Pu-36" (il riferimento originale all'"uranio Pu-36" fu cambiato in "Illidium PU-36" nei seguenti cartoni).
Alcune persone sbagliano la pronuncia di PU dicendo Q e dicendo "Q-36". Comunque il nome dell'arma è derivato dalle lettere "PU" che casualmente sono il simbolo del Plutonio e del pianeta Plutone. Marvin è considerato pazzo da Bugs Bunny. Lui ha anche combattuto per del territorio spaziale con Duck Dodgers ne L'eroe del XXIV secolo e mezzo.
Marvin non viene mai chiamato per nome nei cartoni (viene ad esempio chiamato Commander X-2 in "The Hasty Hare" del 1952), ma nei decenni successivi, quando il personaggio cominciò a suscitare interessi di merchandising, fu chiamato con il nome che ancora porta.

## Apparizioni successive
Marvin è comparso in due recenti show animati di Cartoon Network - in versione bambino in Baby Looney Tunes, e come Martian Commander X-2 nella serie televisiva Duck Dodgers. In quest'ultima egli lavora per Queen Tyr'ahnee, dalla quale viene schiacciato. Nel decennio precedente, Marvin era comparso come guest-star negli episodi della serie Tiny Toon Adventures intitolati "Duck Dodgers Jr.", dove era affiancato da un apprendista chiamato Marcia il Marziano.
Marvin è apparso inoltre nel videogioco Bugs Bunny: Lost in Time, in cui è il boss della Dimensione X e anche nel videogioco per Sega Mega Drive e Game Gear Taz in Escape from Mars in cui è il principale antagonista. Lo troviamo anche in Ralph il lupo all'attacco come mandante della missione finale. Marvin è uno dei personaggi principali nel videogioco Looney Tunes Racing per PS1 e Game Boy Color, e nel videogioco Looney Tunes: Acme Arsenal per PS2, Xbox 360 e Wii. Egli compare infine in un episodio della serie Taz-Mania e ha avuto un cameo nella serie I misteri di Silvestro e Titti ("What's the Frequency, Kitty?").
Marvin compare inoltre come inefficace arbitro nel film Space Jam (poiché, essendo sia un alieno come i Nerdlucks/Monstars sia uno dei Looney Tunes, è neutrale al conflitto), e successivamente ricopre il ruolo del cattivo nel film Looney Tunes: Back in Action, dove viene assunto dal presidente della ACME Mr. Chairman (Steve Martin), per finire DJ Drake (Brendan Fraser) e la gang nella Area 52, in modo tale che Marvin possa liberarsi dall'utilizzo della sua ACME Disintegrated Gun. Alla ACME Corporation Mr. Chairman ordina a Marvin di mettere il Diamante della Scimmia Blu nel satellite della ACME. Bugs e Daffy prendono tuttavia una astronave per impedire a Marvin di mettere il diamante sul satellite. Inizialmente Marvin combatte con Bugs e Daffy nella astronave. Al satellite della ACME, Marvin usa la ACME Bubble Gun per bloccare Bugs. Durante la battaglia Bugs usa tuttavia la sua spada per bloccare le bolle di Marvin. Marvin riesce a bloccare Bugs in una bolla e a sconfiggere Daffy, tuttavia Bugs si libererà presto. Alla fine Marvin resterà bloccato nella sua bolla. Mentre nel videogioco Looney Tunes: Acme Arsenal è alleato di Bugs Bunny.
Egli compare sporadicamente nella serie The Looney Tunes Show dove viene presentato come uno dei compagni, insieme a Porky Pig e Pete il Puma, di Daffy Duck al tempo del liceo che lo ha portato al desiderio di distruggere il pianeta Terra essendo stato il periodo più difficile della sua vita.
Marvin è apparso anche come antagonista principale nel film d'animazione Looney Tunes: Due conigli nel mirino.
Il personaggio è apparso come antagonista minore nel film Space Jam: New Legends dove gli viene sottratta l'astronave, utilizzata come palestra dagli altri Looney.
Nelle serie New Looney Tunes e Looney Tunes Cartoons torna ai suoi connotati originali cercando di distruggere la Terra.
Nel 2013 il regista Alfonso Cuarón gli dedica un sorprendente cameo nel film pluri premiato agli Oscar Gravity.
Il personaggio dei fumetti DC Comics Lanterna Verde talvolta prende in giro Martian Manhunter, il suo frequente compagno nella Justice League, chiamandolo "Marvin".
Lo psichiatra George Burden nota spiritosamente che Marvin è pazzo (secondo il manuale diagnostico DSM IV):
Marvin soffre molto probabilmente sia di disturbo psicotico, sia di disturbo delirante di natura particolarmente grande e grave, con codice diagnostico 297.1. Il suo cane d'altro canto, condivide il delirio del padrone, seguendolo servilmente nonostante la malattia di Marvin e chiaramente dovrebbe essere etichettato come un disturbo psicotico condiviso (folie à deux), 297.3.»
Fa un cameo nel film Ready Player One.

## Voce
Marvin ha originariamente la voce di Mel Blanc, e solo in anni recenti è stato doppiato da Joe Alaskey, Bob Bergen e Eric Goldberg. Altri doppiatori come Dan Castellaneta hanno imitato la sua voce in sue parodie. In Italia, negli anni ottanta il personaggio è stato regolarmente doppiato nei cortometraggi da Vittorio Amandola. Dagli anni novanta, il personaggio è stato regolarmente doppiato nei cortometraggi e nei lungometraggi da Neri Marcorè sostituito, a partire dal 2004, da Roberto Stocchi che ha doppiato il marziano nella serie Duck Dodgers, nello speciale Canto di Natale - Il film natalizio dei Looney Tunes  e nel videogioco Looney Tunes: Back in Action. Dalla serie The Looney Tunes Show in poi, anche Stocchi viene sostituito da Mino Caprio. Altro doppiatore abituale di quegli anni è stato Diego Sabre, che ha prestato voce al personaggio nelle serie Tazmania e Tiny Toons, oltre che nel videogioco Looney Tunes: Acme Arsenal.